# Philippe Dallier
Pour les articles homonymes, voir Dallier.
Philippe Dallier, né le 8 décembre 1962 à Levallois-Perret (Hauts-de-Seine), est un homme politique français.

## Biographie
Titulaire d'un DUT d'informatique, et d’un DEST du CNAM, il est d'abord chef de projet, dans ce domaine, à la Société générale.
Il adhère au RPR en 1981 et est élu conseiller municipal d’opposition à Bondy en 1983. Il sera réélu conseiller municipal d’opposition en 1989.
Le 18 juin 1995, au second tour et en triangulaire, il bat le maire socialiste des Pavillons-sous-Bois de 144 voix et devient, à 32 ans, maire de la commune.
En 1997, il est le suppléant de Jean-Claude Abrioux qui est réélu député de la 10e circonscription de la Seine-Saint-Denis face à Harlem Désir. Il est de nouveau son suppléant en 2002.
En mars 1998, il est élu conseiller général canton des Pavillons-sous-Bois. Il est réélu le 21 mars 2004, mais démissionne de ce mandat peu après son élection au poste de sénateur : lui succède alors sa première adjointe Katia Coppi.
En mars 2001, il est réélu, au premier tour, maire des Pavillons-sous-Bois avec 74,69 % des voix.
Il est élu sénateur de la Seine-Saint-Denis le 26 septembre 2004.
Philippe Dallier se présente en dissidence de l'U.M.P. comme candidat dans la 10e circonscription de la Seine-Saint-Denis aux élections législatives de 2007, et reçoit le soutien du député sortant Jean-Claude Abrioux. Il affronte ainsi le candidat officiel de l'UMP Gérard Gaudron, maire d'Aulnay-sous-Bois. Philippe Dallier se désiste après les résultats du premier tour.
Lors des municipales de 2008, la liste qu'il conduit aux Pavillons-sous-Bois l'emporte au premier tour avec 69,77 % des voix et il est réélu maire. 
Il en est de même lors des élections municipales de 2014 dans la Seine-Saint-Denis, où la liste qu'il même  sous l'étiquette UMP a recueilli 82,82 % des voix au premier tour,, ce qui fait de lui le maire le mieux élu de France face au candidat PS Bernard Deny (17,17 %)
Philippe Dallier est réélu sénateur de Seine-Saint-Denis lors des élections sénatoriales de septembre 2011 et devient vice-président du groupe UMP le 1er décembre 2011.
En février 2013, dans le cadre de la direction « partagée » entre Jean-François Copé et François Fillon, il devient, comme onze autres personnalités, secrétaire général adjoint de l’UMP, en plus du tenant du poste, Marc-Philippe Daubresse.
Il est élu le 21 janvier 2016 vice-président de la métropole du Grand Paris.
Philippe Dallier soutient François Fillon pour la primaire présidentielle des Républicains de 2016. Il parraine sa candidature pour l'élection présidentielle de 2017.
Il est réélu lors de l'élection sénatoriale de 2017 et devient vice-président du Sénat en octobre 2017. Il s'exprime régulièrement sur les questions liées à la gouvernance de l'île-de-France, notamment pour maintenir et conforter la Métropole du Grand Paris sur un périmètre comprenant Paris et la petite couronne, y compris en absorbant les départements.
Le 21 octobre 2017, contraint par la législation limitant le cumul des mandats en France, après 22 ans de mandat, Philippe Dallier démissionne de ses fonctions de maire des Pavillons-sous-Bois.
Lors des élections départementales de 2021 en Seine-Saint-Denis, il est élu dans le canton de Bondy mais sans que la droite parvienne à faire basculer le conseil général. Cette élection l'amène, en exécution de la législation limitant le cumul des mandats en France, à démissionner le 27 juillet 2021 de son mandat de sénateur,.
En février 2023, à la suite de la démission de Katia Coppi, il retrouve son siège de maire.

## Décoration
Il est chevalier dans l'ordre national du Mérite, nommé dans la promotion du 14 novembre 2001.

## Synthèse des mandats et fonctions

### Mandats en cours
- Maire des Pavillons-sous-Bois depuis 2023
- Conseiller départemental de la Seine-Saint-Denis, élu du canton de Bondy, depuis 2021
- Conseiller de la Métropole du Grand Paris
- Conseiller de l'Établissement public territorial Grand Paris - Grand Est

### Anciens mandats
- Conseiller municipal des Pavillons-sous-Bois de 2017 à 2023
- Sénateur de la Seine-Saint-Denis du 26 septembre 2004 au 27 juillet 2021
- Premier vice-président du Sénat de 2017 à 2020
- Vice-président de la métropole du Grand Paris de 2016 à 2017
- Maire des Pavillons-sous-Bois de 1995 à 2017
- Conseiller municipal de Bondy de 1983 et 1995
- Conseiller général du canton des Pavillons-sous-Bois entre  1998  et  2004

### Autres
- Secrétaire général adjoint de l’UMP depuis le 3 février 2013[18]
- Réélu président départemental de la Seine-Saint-Denis de Les Républicains en octobre 2018[19],[20].

## Sources
1. ↑  « Philippe Dallier élu 1er vice-président du Sénat », Le Parisien, édition de la Seine-Saint-Denis,‎ 4 octobre 2017 (lire en ligne, consulté le 6 octobre 2017).
2. ↑  Politiquemania
3. ↑  Zdnet, 2007
4. ↑  « Les nouveaux maires tout frais sortis des urnes - Pedigree express des élus franciliens qui entrent pour la première fois à l'hôtel de ville », Libération,‎ 20 juin 1995 (lire en ligne, consulté le 14 octobre 2018) « Les Pavillons-sous-Bois: le RPR Philippe Dallier a réussi à reprendre au PS cette cité que le rocardien Bernard Portel avait emporté par surprise en 1989 ».
5. ↑  « SEINE SAINT-DENIS (93) - Canton de LES-PAVILLONS-SOUS-BOIS (22) », Résultats des élections cantonales 2004, Ministère de l'intérieur (consulté le 17 mars 2016).
6. ↑  « Nouveau conseil municipal », ministère de l'Intérieur, 9 mars 2008 (consulté le 24 mars 2008)
7. ↑  Marjorie Corcier, « Municipales : Dallier sans crainte aux Pavillons : Tout devrait se jouer en un seul tour. Le sénateur-maire UMP, réélu en 2008 avec près de 70 % des voix, ne compte pour l'heure qu'un seul opposant PS. A 51 ans, il brigue un quatrième mandat », Le Parisien], édition de Seine-Saint-Denis,‎ 5 mars 2014 (lire en ligne, consulté le 14 octobre 2018).
8. ↑  « SEINE SAINT-DENIS (93) - Les Pavillons-sous-Bois », Résultats des élections municipales et communautaires 2014, Ministère de l'intérieur (consulté le 17 mars 2016).
9. ↑  Laurent Terrade, « Métropole du Grand Paris : "Nous avons tout à construire" : Patrick Ollier, député-maire (LR) de Rueil-Malmaison a été élu vendredi 22 janvier président de la Métropole du Grand Paris (MGP). Il devient ainsi le premier président de cette nouvelle collectivité née le 1er janvier 2016. Retour sur la mise en place et la gouvernance d'une entité aussi inédite que complexe avec ses douze "territoires" se substituant aux anciens EPCI. », Localtis Info,‎ 25 janvier 2016 (lire en ligne).
10. ↑  Ludovic Vigogne, « Primaire à droite: la liste des premiers soutiens parlementaires », lopinion.fr, 20 avril 2016.
11. ↑  Sébastien Thomas, « Seine-Saint-Denis : quel candidat à la présidentielle votre élu a-t-il parrainé ? », leparisien.fr, 19 mars 2017 (consulté le 22 mars 2017)
12. ↑  « 93 : Philippe Dallier élu 1er vice-président du Sénat », Le Parisien, édition Seine-Saint-Denis,‎ 4 octobre 2017 (lire en ligne, consulté le 14 octobre 2018).
13. ↑  Dominique Malecot, « Philippe Dallier : « Il faut que la métropole du Grand Paris absorbe les départements de la petite couronne », Les Échos,‎ 28 janvier 2017 (lire en ligne, consulté le 14 octobre 2018).
14. ↑  Hélène Haus, « Les Pavillons-sous-Bois : Philippe Dallier tire sa révérence : Le maire (LR) doit céder sa place à sa première adjointe, ce samedi, lors d’un conseil municipal exceptionnel pour se consacrer à son poste de premier vice-président du Sénat », Le Parisien, édition de la Seine-Saint-Denis,‎ 20 octobre 2017 (lire en ligne, consulté le 14 octobre 2018) {{Une mairie qu’il peut se vanter d’avoir gagnée à deux reprises au 1er tour en 2014 (82,82 % des voix) et en 2008 (69,77 %). Mais malgré sa popularité, l’élu promet de ne pas chaperonner sa successeure. « Je reste conseiller municipal, mais je ne compte pas m’immiscer dans les dossiers », souligne celui qui tire un bilan positif de son passage à l’hôtel de ville. « Lorsque je suis arrivé en 1995, la dette locale explosait, j’ai réussi à assainir les comptes », détaille l’ancien conseiller général, qui a également créé tout un quartier au nord de la commune d’où émergera le fameux centre commercial}}.
15. ↑  Alexandre Arlot, « Seine-Saint-Denis : Philippe Dallier renonce à son mandat de sénateur, Thierry Meignen lui succède : S’il avait anticipé l’échec de la droite aux départementales, il avoue qu’il ne se serait pas porté candidat à ce scrutin. Élu dans son canton, le patron des Républicains du 93 a dû choisir entre ses mandats de parlementaire et de conseiller municipal aux Pavillons-sous-Bois. Il a opté pour sa ville. Le maire du Blanc-Mesnil siégera donc à sa place à Paris », Le Parisien,‎ 27 juillet 2021 (lire en ligne, consulté le 3 août 2021) « La loi sur le cumul des mandats obligeait Philippe Dallier (LR) à renoncer à son mandat de sénateur ou à celui de conseiller municipal. Il a choisi de conserver le second, à la surprise de nombre d’observateurs ».
16. ↑  Thomas Lapointe, « Seine-Saint-Denis. Philippe Dallier lâche le Sénat pour se consacrer au local », sur actu.fr, 28 juillet 2021 (consulté le 12 août 2021)
17. ↑  Décret du 14 novembre 2001 portant promotion et nomination
18. ↑  « Chronologie de l'Union pour un Mouvement Populaire UMP », sur www.france-politique.fr (consulté le 21 mars 2022)
19. ↑  S. T., « Les Républicains : Dallier renonce à quitter la présidence de la fédération 93 », Le Parisien, édition de Seine-Saint-Denis,‎ 13 mars 2018 (lire en ligne, consulté le 14 octobre 2018).
20. ↑  Sébastien Thomas, « Seine-Saint-Denis : les Républicains en quête d’un nouveau souffle : Encore traumatisée par la défaite à la présidentielle, la fédération LR espère retrouver la dynamique des municipales de 2014 », Le Parisien, édition de Seine-Saint-Denis,‎ 13 octobre 2018 (lire en ligne, consulté le 14 octobre 2018) « Le suspense n’était pas intense puisque Philippe Dallier, sénateur LR, était l’unique candidat à sa succession. Il a donc été logiquement élu ».